# Enskvarn
Ensjö kvarn och Enskvarn var två kvarnar för spannmål. Dessa ligger cirka 10 km norr om Rättvik, vid sjön Ensen (cirka 100 meter väst respektive 250 meter sydväst om sjön), med en liten å och en kvarndamm mellan sjön och kvarnbyggnaderna.

## Historia
Nedströms sjön Ensen har funnits kvarnar i hundratals år.  
Den äldsta Ensjö kvarn från 1700-talet - slutet av 1800-talet och den yngre Enskvarn från slutet av 1800-talet - mitten av 1900-talet.
Den första kvarnen, Ensjö kvarn, var enligt gamla dokument aktiv redan på 1700-talet med så kallade skvaltkvarnar utmed övre delen av ån som rann förbi gården, från sjön Ensen ner till Båtstjärn, bland annat vid den del av ån som senare dämdes upp och blev Enskvarnsdammen.
Då Enskvarn byggdes hade den, med dåvarande mått mätt, en ny modern utrustning och fick en anställd mjölnare. Ensjö kvarn gick då i graven och den gamla skvaltkvarnen i ån revs och gården blev enbart privat bostad. 
Nuvarande kvarnbyggnaden vid Enskvarn, vid ån mellan kvarndammen och Båtstjärn, ersatte en tidigare kugghjulskvarn, en vattenhjulskvarn. Enskvarnens bägge stenpar drevs från början av ett stort underfallsvattenhjul, men när en ny kvarnbyggnad uppfördes 1894 sattes två francisturbiner in. Mjölnaren fick sedermera även en "lysturbin" med en likströmsgenerator och därmed blev fotogenlampan onödig. Totalt fanns 45 hästkrafter installerad effekt och kvarnen hade mestadels vatten året runt, tack vare det nästan tio kvadratkilometer stora nederbördsområdet uppströms sjön Ensen.
I Enskvarn kunde malas även fint siktat mjöl tack vare att en skaksikt installerats, genom vilket mjölet passerade innan det åter fördes upp till malning. Dessutom fanns ett korngrynsverk installerat. 1937 sattes ett nytt kvarnverk in.
Till Enskvarn har många barn i Gärdsjö- och Bodatrakten följt sina fäder, med häst och vagn, för att mala säd. Ända in på 1930-talet var Enskvarn så kallad "tullkvarn", det vill säga mjölnarens arbete betalades av bönderna till en del i natura. De som hade andel i kvarnen hade dock möjlighet att få visst antal säckar frimalt. Det för arbetet erhållna mjölet hälldes först i "tullkistan" och bars senare över i ett stort spannmålsmagasin på gården. 1939 förbjöds i lag möjligheten att "ta tull" och alla bönder blev istället tvungna att betala mjölnaren i reda pengar. Andelsägarna i kvarnen hade dock möjlighet att få mjöl fritt malet; hur mycket berodde på ägarandelens storlek.
Styrelsen för Enskvarns delägare beslöt om likvidation den 9 maj 1959 och 1963 hade alla tillgångar avvecklats. Ett par härbren försåldes på auktion, varav det enda hamnade i Kärvsåsen. Nedläggningen av kvarnverksamheten var inget ovanligt - ungefär 2/3 av landets alla bygdekvarnar stannade för gott under 1950-talets hårda rationaliseringar i jordbruket.
Den mycket natursköna och ganska ensligt belägna Enskvarn har efter kvarnbolagets likvidation under många år använts som sommarnöje av ett flertal personer. Den bredvid liggande före detta Ensjö kvarn beboddes permanent till mitten av 1970-talet och användes efter detta till fritidsbostad av den släkt som ägt gården hela tiden, till 2011 då den åter blev permanent bebodd - se separat text.

## Mjölnare
Enskvarn: Mjölnare från 1880 var Siljansnäsfödde (Lima Bruk) Anders Johan Eriksson (Berg Anders) (1844–1903). Hustrun hette Johanna Wikström och kom från en finsk smedsläkt i Säfsen. När familjen kom till Enskvarn hade de tre söner med sig, Johan (född 1871), Hjalmar (född 1873) och Axel (född 1876). Här föddes även den fjärde sonen Oskar 1881. Alla fyra blev sedermera mjölnare.
År 1898 övertog sonen Johan E Eriksson mjölnarsysslan.
1917–1919 anlitades Johans son Verner Eriksson som mjölnare. 
Bjursåsfödde mjölnaren Erik Sparring arbetade vid Enskvarn från 1919 fram till 1957, då driften upphörde. På kvarnstället fanns i slutet på 1950-talet även ett par kor, höns och några grisar. Mjölnaren Erik Sparring utförde även snickeriarbeten.

## Bostad
Förste ägaren efter kvarnbolagets konkurs, Östbjörkabon disponent Olof Mårshagen, köpte Enskvarn 1959 och 1962 begärde han, enligt den så kallade ensittarlagen, att få lösa in några mindre angränsande skogsfastigheter samt markområden som tillhörde Rättviks och Boda socknars skifteslag. Det gamla spannmålsmagasinet och stolphärbret försåldes vidare på konkursauktionsdagen.
Kapten Svante Almegård köpte kvarnfastigheten 1964.
Bodafödde ingenjör Jonas Hansén övertog fastigheten 1966 och även han gjorde några mindre markinlösen.
Hansén lät även riva det gamla forstallet, vedbod med mera och uppförde istället två nya timmerbyggnader; dubbelgarage och kontor/verkstad. Det gamla timrade båthuset vid Båtstjärns strand var långt dessförinnan rivet. Även den så kallade "luffartugan" nere vid ån gick till förgängelsen efter det att elden kommit lös.
Fastigheten övergick efter Jonas Hanséns död 2000 till dottern, Eva Carlsson Hansén i Örebro.
År 2004 såldes Enskvarn till ny ägare, som nu bor permanent vid den gamla kvarnen. Här har ny stor vedbod, en sjöstuga och en rökbastu, enligt gammal skogsfinsk tradition uppförts.